# باشگاه فوتبال استابورن یوث
باشگاه فوتبال استابورن یوث یک باشگاه فوتبال از استابز، سنت وینسنت و گرنادین‌ها است که در حال حاضر در بخش جنوب شرقی کشور، یکی از دوازده لیگ منطقه‌ای در کشور بازی می‌کند. این تیم قبلاً در لیگ برتر بازی می‌کرد و در سال ۱۹۹۷ برای جام باشگاه‌های کارائیب واجد شرایط بود.